# Schadsche Stiftung

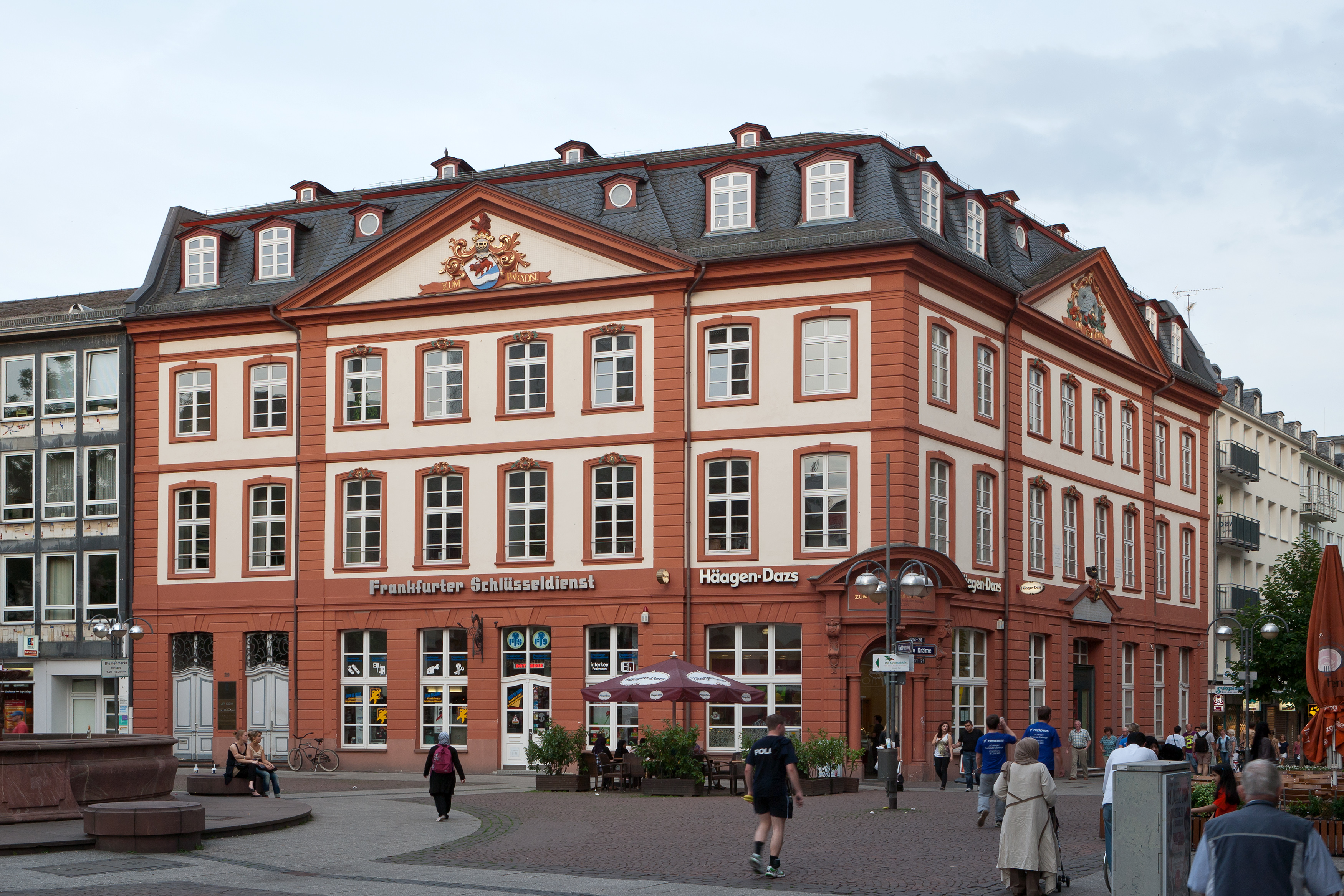
Haus zum Paradies und Grimmvogel, Liebfrauenberg 39

Die Schadsche Stiftung ist eine Stiftung in Frankfurt am Main unter dem Dach der Gesellschaft Alten Limpurg.
Die Schadsche Stiftung geht auf das Vermächtnis der Frankfurter Patrizierin Anna Sybilla Schad von Mittelbiberach zurück. Sie vermachte als letztes Mitglied der wohlhabenden Familie Schad mit ihrem Tod im Jahr 1737 ihr Vermögen einer Stiftung, die Ausbildung und Studium junger Mitglieder der Gesellschaft Alten Limpurg fördern sollte. Mitglieder der Gesellschaft wurden auch als Verwalter der Stiftung eingesetzt.
Wichtigster Besitz und damit bis heute Haupteinnahmequelle ist das denkmalgeschützte Haus Zum Paradies und Grimmvogel am Liebfrauenberg 39 in der Frankfurter Altstadt. In den 1930er Jahren nahm die Stiftung das restliche Vermögen der ebenfalls zur Gesellschaft Alten Limpurg gehörenden von Humbracht und von Glauburgschen Stiftung auf, das in der Inflation von 1923 weitgehend verloren gegangen war.
Heute unterstützt die Stiftung vor allem junge Menschen, deren Einkommen unter dem Sozialhilfeniveau liegt. Darüber hinaus werden soziale Einrichtungen gefördert, unter anderem die Frankfurter Blindenanstalt.